# Plasticità fenotipica
La plasticità fenotipica è la capacità di un individuo (o di un genotipo) di svilupparsi in differenti fenotipi in relazione a differenti condizioni ambientali, siano esse biotiche o abiotiche.
Storicamente, l’indagine delle basi genetiche dello sviluppo e della trasmissione del fenotipo ha dominato il panorama degli studi biologici della seconda metà del secolo scorso e solo negli ultimi vent’anni è stata riconosciuta l’importanza del ruolo delle risposte plastiche nell’adattamento e nella storia evolutiva della specie.
Qualsiasi tipo di tratto di un organismo (biochimico, fisiologico, morfologico, comportamentale, di life-history) può esibire plasticità. I processi che regolano l’espressione delle risposte plastiche risultano, quindi, argomenti di studio di fondamentale importanza per quanto riguarda la comprensione delle caratteristiche fisiologiche, morfologiche, comportamentali ed ecologiche della specie, oltre che delle dinamiche evolutive e dell’influenza dei cambiamenti climatici globali sugli organismi.

## Aspetti teorici
In genetica delle popolazioni, la plasticità fenotipica può essere vista come una delle componenti in cui viene partizionata la varianza fenotipica (VP) di un tratto a livello di popolazione. Nella scomposizione, espressa dalla seguente formula:
VP = VG + VE + VGxE + Verror
VG rappresenta la varianza di origine genetica, VE la varianza di origine ambientale, VGxE la varianza dall’interazione genotipo-ambiente e Verror la varianza residua, non dovuta ai fattori precedenti, ma per esempio a contingenze durante lo sviluppo. La plasticità fenotipica corrisponde ai termini VE e VGxE.
Inoltre, la plasticità per un carattere può essere analizzata e rappresentata attraverso delle norme di reazione, funzioni che mettono in relazione l’ambiente a cui un genotipo è esposto e i fenotipi che possono essere prodotti da quel genotipo. Diversi genotipi esibiscono diverse norme di reazione che si differenziano per il fenotipo medio espresso (VG) e per il grado di plasticità (VGxE, dato dalla pendenza). Le norme di reazione vengono spesso rappresentate in grafici, in cui i parametri ambientali (biotici e abiotici) sono riportati in ascissa e quelli fenotipici (morfologici, comportamentali o altro) in ordinata. L’elevata plasticità in un tratto risulta in una norma di reazione con elevata pendenza, ovvero che descrive un considerevole effetto dell’ambiente sul fenotipo; caratteri non plastici, invece, risulteranno in una norma di reazione sostanzialmente piatta (a diverse condizioni ambientali corrisponde lo stesso fenotipo). In questi grafici le norme di reazione non sono necessariamente delle rette, potendo assumere anche forme complicate.

## Meccanismi molecolari
La capacità di regolare l’espressione genica in risposta ad un cambiamento ambientale è presente in tutti i regni dei viventi. L’abilità degli organismi di esprimere plasticità per un determinato tratto deve essere mediata da un meccanismo che agisca a livello molecolare: mediante stimolazione da parte di un segnale ambientale vengono elicitate modificazioni dell’espressione genica specifiche di un determinato genotipo.
Sono stati proposti tre modelli principali, non mutualmente esclusivi, per spiegare le basi genetiche delle risposte plastiche:
- Sovradominanza: la plasticità è funzione inversa del numero di loci eterozigoti (più eterozigote è un individuo, meno plastico sarà, questo perché la simultanea presenza di due alleli diversi può ‘tamponare’ l’influenza delle condizioni ambientali);
- Pleiotropia: avendo alcuni geni effetti pleiotropici (influenza di un gene su aspetti multipli e in parte non correlati del fenotipo di un individuo), la plasticità è funzione dell’espressione differenziale di uno di questi geni in ambienti diversi;
- Epistasi: la plasticità può essere dovuta all’interazione epistatica tra geni che determinano il grado della risposta alle influenze ambientali e altri che determinano l’espressione media del carattere.

Da numerosi studi di biologia molecolare sulle risposte plastiche si è arrivati alla conclusione che l’eterozigosità (modello della sovradominanza) ha poco, o nulla, a che fare con la plasticità, mentre gli effetti pleiotropici ed epistatici sembrano essere entrambi caratteristici di tutte le risposte plastiche studiate ad oggi.
I recenti sviluppi delle tecnologie per lo studio dell’espressione genica su larga scala stanno conducendo a una visione più chiara e completa della plasticità da un punto di vista molecolare. Gli studi integrativi si avvalgono di tecniche quali l’ibridazione eterologa del DNA (microarrays), le tecnologie di sequenziamento di nuova generazione applicate al trascrittoma (RNAseq), tecniche per lo studio delle funzioni dei noncoding small RNAs e strumenti di proteomica.

## Vincoli
Esiste una vasta gamma di fattori che potrebbero comportare un vincolo nell’evoluzione della plasticità. Infatti questa potrebbe essere limitata dalla mancanza di variazione genetica, potrebbero esserci relazioni allometriche tra tratti tali che la plasticità di uno può limitare la plasticità dell’altro, la covarianza ambientale potrebbe non far esprimere certi tipi di plasticità o vincoli derivanti dalla filogenesi (e quindi dalla storia evolutiva) della specie potrebbero limitare l’espressione di certi tratti.
Il costo della plasticità è stato definito da DeWitt e colleghi (1998) come la riduzione di fitness, in un determinato ambiente, di un organismo plastico rispetto ad un organismo con fenotipo fisso. I costi pagati dagli individui che producono risposte plastiche possono essere suddivisi in:
- Costi di mantenimento: quelli richiesti per il mantenimento del macchinario sensoriale e regolatorio deputato alla produzione della risposta plastica, di cui gli individui con fenotipo fisso non necessitano;
- Costi di produzione: legati al maggior costo di produzione di un fenotipo in cui un individuo plastico può incorrere se confrontato con un individuo a fenotipo fisso;
- Costi per l’acquisizione dell’informazione: legati alla necessità per gli individui plastici di raccogliere informazioni dall’ambiente per produrre poi la risposta plastica;
- Instabilità nello sviluppo: mancata corrispondenza tra fenotipo e ambiente, che si traduce in minore fitness, a causa di imprecisioni durante lo sviluppo;
- Costi genetici: dovuti a linkage tra geni regolanti le risposte plastiche e geni con effetti negativi sulla fitness, o ad effetti pleiotropici di loci riguardanti la plasticità e altri tratti, o interazioni epistatiche negative tra loci che influenzano la plasticità e altri loci.

I limiti delle risposte plastiche, invece, sono dovuti a produzione di un fenotipo sub-ottimale da parte di un individuo plastico in determinate condizioni ambientali. Vengono definiti come evidenti quando uno sviluppo facoltativo non può produrre un tratto significativo tanto vicino all’optimum quanto può, invece, uno sviluppo fisso. Pertanto, un limite nella plasticità è rilevato quando si osserva un genotipo plastico che non può esprimere lo stesso fenotipo di un genotipo non plastico. Questi possono essere suddivisi in:
- Limiti riguardanti l’affidabilità dell’informazione: ridotta attendibilità dei segnali utilizzati dagli individui per valutare le condizioni ambientali può portare a mancata corrispondenza fenotipo-ambiente;
- Limiti legati al ritardo temporale: dovuti al lasso di tempo che intercorre tra il momento di percezione del segnale e quello di effettiva produzione della risposta, durante il quale le condizioni ambientali possono cambiare;
- Limiti della gamma di sviluppo: dal detto ‘Esperto di tutto, maestro in niente’ (‘Jack of all trades, master of none’) solitamente individui con fenotipo fisso risultano più efficienti nel produrre fenotipi estremi rispetto a individui plastici;
- Problema dell’epifenotipo: un fenotipo prodotto attraverso un meccanismo di aggiunta progressiva di elementi, in risposta a segnali ambientali, potrebbe risultare meno efficiente di uno prodotto integralmente durante lo sviluppo.

## Classificazioni
Le risposte plastiche possono essere classificate in vario modo, a seconda delle modalità, tempistiche e cause della loro produzione. Le principali categorie sono:
- Adattativa vs. Non-Adattativa: la plasticità fenotipica per un tratto si può definire adattativa se, in seguito a selezione positiva per la stessa, l’individuo che la esprime beneficia di un aumento della fitness; si può definire invece non-adattativa la risposta plastica per cui la fitness dell’individuo interessato subisce una riduzione o rimane invariata;
- Specifica vs. Generale: alcune risposte richiedono stimoli altamente specifici (nel caso, per esempio, di recettori in grado di percepire la presenza di determinati parassiti o predatori), mentre altre vengono attivate da stimoli più generali (per esempio: temperatura, nutrizione, ecc.)[2];
- Anticipatoria vs. Non-Anticipatoria: una risposta plastica può essere definita anticipatoria nel caso in cui questa venga prodotta, sulla base di segnali ambientali, prima della comparsa delle condizioni ambientali per le quali rappresenta una risposta; una risposta non-anticipatoria viene invece innescata direttamente dalla comparsa delle condizioni ambientali che dovrà fronteggiare;
- Attiva vs. Passiva: le risposta plastiche attive comprendono numerosi geni regolatori e processi che agiscono a vari livelli per produrre una modificazione complessa e coordinata; altri tipi di modificazioni, invece, sono semplicemente il risultato di suscettibilità dell’organismo a fattori ambientali stressanti di tipo chimico o fisico e vengono quindi definite passive;
- Diretta vs. Indiretta: nel primo caso la risposta plastica è dovuta ad influenza diretta delle condizioni ambientali, che inducono modificazioni fisiologiche, comportamentali o dei processi di sviluppo; nel secondo caso le variazioni ambientali elicitano risposte mediante eventi intermedi che solo successivamente influenzeranno il fenotipo;
- Reversibile vs. Non-Reversibile: vi sono risposte plastiche che una volta attivate producono una modificazione fenotipica stabile e altre che, invece, prevedono che il carattere possa essere modificato nel corso della vita dell’individuo. Piersma e Drent (2003)[12] propongono a tal proposito una classificazione della plasticità in base a tre caratteristiche: la reversibilità del cambiamento, il fatto che la variazione interessi o meno il singolo individuo e la ciclicità stagionale o meno del cambiamento. Le quattro categorie individuate sono quindi: plasticità dello sviluppo (non reversibile, non a livello dell’individuo e non ciclica), polifenismo (non reversibile, non a livello dell’individuo, ma ciclica), flessibilità fenotipica (reversibile, a livello del singolo individuo e non ciclica) e ciclicità del fenotipo (reversibile, a livello dell’individuo e ciclica).

## Evoluzione
La plasticità fenotipica è importante perché espande l’esistente teoria evoluzionistica “genocentrica”.
Di particolare interesse sono, quindi, le relazioni tra plasticità fenotipica ed evoluzione. Due delle principali domande che ci si può porre sono: 1) come si è evoluta e si evolve la plasticità fenotipica e 2) qual è il ruolo giocato dalla plasticità fenotipica nell’evoluzione degli organismi.

### Evoluzione della plasticità fenotipica
Nonostante i suoi numerosi costi e limitazioni (vedi punto 3), la plasticità presenta considerevoli benefici. Il fatto che venga favorito o meno un aumento del grado di plasticità dipende dal bilancio relativo tra costi e benefici. La plasticità fenotipica, in generale, viene favorita quando produce fitness maggiore che una strategia fissa in tutti gli ambienti possibili, ovvero in casi di: ambienti altamente eterogenei, frequenti cambiamenti ambientali, segnali ambientali attendibili e riproducibili, alti benefici e bassi costi della plasticità, alta ereditabilità della plasticità e forte differenziale di selezione in ambienti alternativi. In questi casi di grande variabilità ambientale, individui in grado di produrre un ampio range di fenotipi si troveranno ad essere avvantaggiati ed avere quindi fitness maggiore di individui con fenotipo fisso. Altro fattore da prendere in esame è la durata relativa della vita degli individui rispetto al tempo di modificazione ambientale: per organismi che vivono a lungo può essere vantaggiosa la capacità di modificare il proprio fenotipo nel corso della vita in accordo con i cambiamenti ambientali, per organismi che vivono, invece, una vita breve rispetto al tempo impiegato dalle condizioni ambientali per variare, i costi della plasticità potrebbero superare i benefici e potrebbe quindi essere favorito un fenotipo fisso. Oltre a quelli sopra citati vi sono numerosi altri fattori che giocano ruoli essenziali nell’evoluzione della plasticità (la probabilità di cambiamento ambientale, il fatto che la variabilità ambientale sia spaziale o temporale, l’attendibilità dei segnali, ecc.).
La plasticità fenotipica complementa l’evoluzione guidata dalla sola mutazione. Quest’ultima ignora, infatti, un’importante realtà dell’evoluzione: la selezione naturale seleziona non tra genotipi, ma tra fenotipi. Per questa ragione, i fenotipi e la variazione tra di essi, giocano il ruolo principale nell’evoluzione. Inoltre, poiché l’ambiente in cui un individuo cresce determina il suo fenotipo, l’ambiente assume un importante ruolo nella variazione fenotipica. Questo perché le mutazioni non solo sono rare, ma sono solitamente anche deleterie. In contrasto, le condizioni ambientali cambiano in continuazione e agiscono allo stesso tempo su tutti gli individui di una popolazione. Inoltre, le mutazioni generalmente compaiono a caso, senza una reale correlazione ad uno specifico ambiente. L’induzione plastica di un fenotipo da parte dell’ambiente, invece, risulta correlata con le specifiche condizioni che la determinano, permettendo una selezione positiva sul suddetto fenotipo, nel caso in cui questo risulti in una maggiore fitness degli individui che lo esprimono rispetto agli altri (e se la capacità di produrlo è almeno in parte ereditabile). Secondo la teoria evolutiva tradizionale, l’ambiente agisce dopo che una variazione fenotipica si è prodotta, giocando perciò un singolo ruolo: selezionare tra le variazioni prodotte geneticamente. Grazie alla plasticità fenotipica, invece, l’ambiente sembra giocare un doppio ruolo: creare variazione fenotipica e selezionare tra le diverse varianti.

### Ruolo della plasticità fenotipica nell'evoluzione degli organismi
La plasticità fenotipica ha effetti sia a livello di microevoluzione che di macroevoluzione.
A livello microevolutivo, il ruolo chiave della plasticità è quello di ampliare il range di condizioni ambientali in cui un organismo può prosperare. Le capacità determinate dalla plasticità non portano a diversificazione ma possono rappresentare abilità chiave per lo sfruttamento di nuove nicchie. La plasticità può inoltre schermare la variabilità genetica dalla selezione, portando differenti genotipi a convergere sullo stesso fenotipo e risultando nel mantenimento della variabilità genetica e nella facilitazione dell’evoluzione futura.
La plasticità fenotipica sembra avere effetti anche sui meccanismi macroevolutivi. Le correlazioni tra tratti, infatti, sono a loro volta plastiche e le risposte plastiche dei vari tratti non avvengono necessariamente nella stessa direzione, potendo quindi portare alla produzione di nuovi fenotipi.
È stato proposto che la plasticità possa portare a speciazione. Una specie che produce fenotipi distinti e indotti dalle condizioni ambientali può diventare geneticamente polimorfica attraverso perdita di plasticità in uno dei due ambienti: una forma non plastica può essere prodotta nel caso in cui differenti condizioni ambientali vengano a crearsi solo in alcuni punti dell’areale, in queste zone la parte della popolazione presente tenderà a diventare specialista e poi a differenziarsi per isolamento riproduttivo dovuto a preferenza di nicchia e diversità morfologica.